# Antonino Giuffrè
Antonino "Nino" Giuffrè (Caccamo, 21 de julio de 1945) es un mafioso siciliano de Caccamo en la Provincia de Palermo. Él se hizo uno de los más importantes renegados de la Mafia después de su detención en abril de 2002.
Giuffrè era conocido en los círculos de la mafia como Manuzza (la Mano), ya que su mano derecha fue lisiada por la polio. Otras fuentes afirman que perdió su mano en un accidente de caza. Giuffrè se formó como especialista en ciencias agrícolas. Su lugar en la mafia corrió paralela a la ascensión del clan Corleonesi, dirigido por Salvatore Riina. Se convirtió en el jefe del mandamento de Caccamo y es sobrino del jefe de la mafia americana de Filadelfia John Stanfa.

## Pentito
Antonio Giuffrè fue arrestado el 16 de abril del 2002. Empezó a alimentar las investigaciones inclusive antes de que accediera a volverse testigo de estado (o pentito) en junio del 2002. Es uno de los miembros de mafia más importantes desde Tommaso Buscetta en 1984. Su colaboración ha actualizado el conocimiento de los investigadores y ha proveído una nueva interpretación para el sensitivo caso de las relaciones de Cosa Nostra con la política a principios de los 90. "Es muy sencillo: somos el pez y la política es el agua", dijo Giuffrè. 
Giuffrè tiene conocimiento enciclopédico de los asuntos de Cosa Nostra en las últimas dos décadas, parcialmente por haber jugado de anfitrión a Michele Greco 'el Papa' en los 80, cuando el supremo jefe de la mafia estaba en cargo y se refugió cerca de Caccamo, el hogar de Giuffrè. Subsecuentemente se convirtió en la mano derecha de Bernardo Provenzano quien se hizo el punto de referencia de la mafia cuando Salvatore Riina fue arrestado en enero de 1993. 
Giuffrè fue parte de la "junta directiva" de lo que fue establecido por Bernardo Provenzano. Este grupo "de cerca de cuatro a siete personas que se reunían escasamente, sólo cuando era necesario, cuando había decisiones estratégicas que tomar". Entre los otros miembros de la junta directiva estaban Salvatore Lo Piccolo de Palermo; Benedetto Spera de Belmonte Mezzagno; Salvatore Rinella de Trabia; Giuseppe Balsano de Monreale; Matteo Messina Denaro de Castelvetrano; Vicenzo Virga de Trapani; y Andrea Manciaracina de Mazara del Vallo.

## División dentro de Cosa Nostra
Giuffrè apoyó a Provenzano en su nueva estrategia de moderación, acompañado por la constante infiltración de instituciones públicas en lugar de los antiguos ataques de Riina. Él era prácticamente desconocido para los investigadores hasta que el pentito Balduccio Di Maggio reveló quién era Giuffrè en realidad. El mismo día la policía cercó su casa en Caccamo, pero Giuffrè logró escaparse por la puerta trasera. Ha sido un fugitivo desde entonces.
En el 2002 una desavenencia dentro de Cosa Nostra se hizo presente. Por un lado los Corleonesi estaban en la cárcel - guiados por Totò Riina y Leoluca Bagarella - y por otro los moderados "Palermitani" - guiados por Provenzano y Giuffrè, Salvatore Lo Piccolo y Matteo Messina Denaro. Aparentemente el arresto de Giuffrè fue posible por una llamada telefónica anónima realizada por leales de Riina y Bagarella. El propósito fue mandar un mensaje a Provenzano. Los jefes encarcelados quieren que se haga algo con las duras condiciones de la prisión (en particular la relajación del artículo 41 del régimen de la prisión) - y se cree que regresaron a la violencia mientras cumplían varias sentencias.